# Atletica leggera ai Giochi della XXVI Olimpiade - 200 metri piani femminili

Video della Finale

I 200 metri piani hanno fatto parte del programma femminile di atletica leggera ai Giochi della XXVI Olimpiade. La competizione si è svolta nei giorni 31 luglio-1º agosto 1996 allo Stadio Olimpico del Centenario di Atlanta.

## Presenze ed assenze delle campionesse in carica
| Competizione         | Atleta          | Prestazione | Atlanta 1996 |
| -------------------- | --------------- | ----------- | ------------ |
| Olimpiadi 1992       | Gwen Torrence   | 21”81       | 4ª ai Trials |
| Commonwealth 1994    | Cathy Freeman   | 22”25       | Presente     |
| Goodwill Games 1994  | Gwen Torrence   | 22”09       | 4ª ai Trials |
| Europei 1994         | Irina Privalova | 22”32       | Presente     |
| Coppa del mondo 1994 | Merlene Ottey   | 22”23       | Presente     |
| Asiatici 1994        | Wang Huei-chen  | 23”34       | Assente      |
| Panamericani 1995    | Liliana Allen   | 22”73       | Assente      |
| Africani 1995        | Mary Onyali     | 22”75       | Presente     |
| Mondiali 1995        | Merlene Ottey   | 22”12       | Presente     |
|                      |                 |             |              |
| Mondiali junior 1992 | Hu Ling         | 23”14       | Non selez.   |

1. ↑  Sotto la bandiera della Giamaica.

## La gara
Marie-José Perec viene da una vittoria sui 400 piani, ed è favorita.

Le migliori passano indenni i turni eliminatori. Nella prima semifinale la Perec regola Mary Onyali (22"16, record africano) e Juliet Cuthbert con 22"07. La seconda serie è vinta da Merlene Ottey con 22"08. Irina Privalova, fuori forma, non si è presentata ai blocchi.

In finale Merlene Ottey punta sulla sua potenza di corsa ed è prima all'uscita della curva, ma la Perec la raggiunge a 15 metri dal traguardo e va a vincere. Nel finale Mary Onyali soffia la terza posizione a Inger Miller.
Marie-José Perec è la seconda donna a realizzare l'accoppiata 200/400, dopo Valerie Brisco-Hooks a Los Angeles 1984.

## Risultati

### Turni eliminatori
| 6 Batterie         | 31 luglio | 48 partenti   | Si qualificano le prime 4 + gli 8 migliori tempi. |
| 4 Quarti di finale | 31 luglio | 8 + 8 + 8 + 8 | Si qualificano le prime 4.                        |
| 2 Semifinali       | 1º agosto | 8 + 8         | Si qualificano le prime 4.                        |
| Finale             | 1º agosto | 8 concorrenti |                                                   |

### Finale
| Pos | Paese       | Atleta            | Tempo |
| --- | ----------- | ----------------- | ----- |
|     | Francia     | Marie-José Pérec  | 22"12 |
|     | Giamaica    | Merlene Ottey     | 22"24 |
|     | Nigeria     | Mary Onyali       | 22"38 |
| 4   | Stati Uniti | Inger Miller      | 22"41 |
| 5   | Russia      | Gálina Malchugina | 22"45 |
| 6   | Bahamas     | Chandra Sturrup   | 22"54 |
| 7   | Giamaica    | Juliet Cuthbert   | 22"60 |
| 8   | Stati Uniti | Carlette Guidry   | 22"61 |